# Estavar
Estavar es una localidad y comuna francesa situada en el departamento de Pirineos Orientales y la región de Occitania, en la comarca de la Alta Cerdaña. Tenía 470 habitantes en 2007.
Sus habitantes reciben el gentilicio de Estavarois en francés y de Estavaresos en catalán.
Administrativamente, pertenece al distrito de Prades, al cantón de Saillagouse y a la Communauté de communes de Pyrénées Cerdagne.

## Geografía

Localización de Estavar en la Alta Cerdaña

Estavar se localiza justo al este del enclave español de Llivia. El municipio y el pueblo son atravesados del norte al sur por el río Angost, afluente del Segre, que atraviesa por su parte la parte meridional de Estavar. Otro curso de agua, al oeste, es el Estahuja (o Estaüja), que actúa de límite con Llivia y con Targassonne. Al este se sitúa la aldea de Bajande, que fue anexada a Estavar en 1822.
La comuna de Estavar limita con Targassonne, Égat, Font-Romeu-Odeillo-Via, Saillagouse y Llivia.

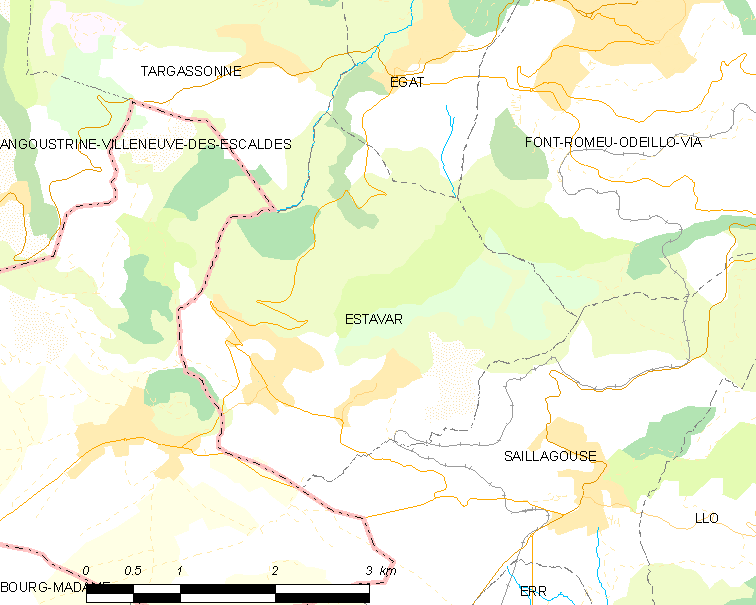
Situación de Estavar

## Toponimia
La primera mención data de 839, bajo la forma parrochia Stavar. La "e" protética aparece a finales del siglo XI (villa de Estavar, 1094). Para comprender el significado del topónimo, se recurre al vasco, como para la mayor parte de los municipios de la Cerdaña. La primera parte significaría "cercado" (cf. el vasco estegi, con el mismo sentido y el verbo estu = cerrar), y el segundo elemento significaría "de abajo" según Coromines, lo que daría "el cercado de la parte baja". Este significado se opone a Estaüja, el cercado de arriba.
El significado de Bajande (Baiamite en 839) tampoco está claro. Louis Bassède considera la raíz ibero-vasca baia (pantano), seguido de la voz vasca bide (camino), lo que da "el camino del pantano".

## Historia
Tanto Estavar como Bajande son mencionados en el año 839, en el acto de consagración de la catedral de Urgell. Durante la Edad Media pertenecieron a la familia de Llo, que también poseía Évol y Quérigut. A partir del siglo XIV, Estavar y Bajande formaron parte del vizcondado de Évol, creado en 1335.

## Demografía
| 118 | 178 | 206 | 281 | 358 | 409 |
| Para los censos de 1962 a 1999 la población legal corresponde a la población sin duplicidades (Fuente: INSEE [Consultar]) |     |     |     |     |     |

## Lugares y monumentos
- Iglesia de Sant Julià d'Estavar
- Capilla Saint-Barthélemy de Bajande